# Mitla

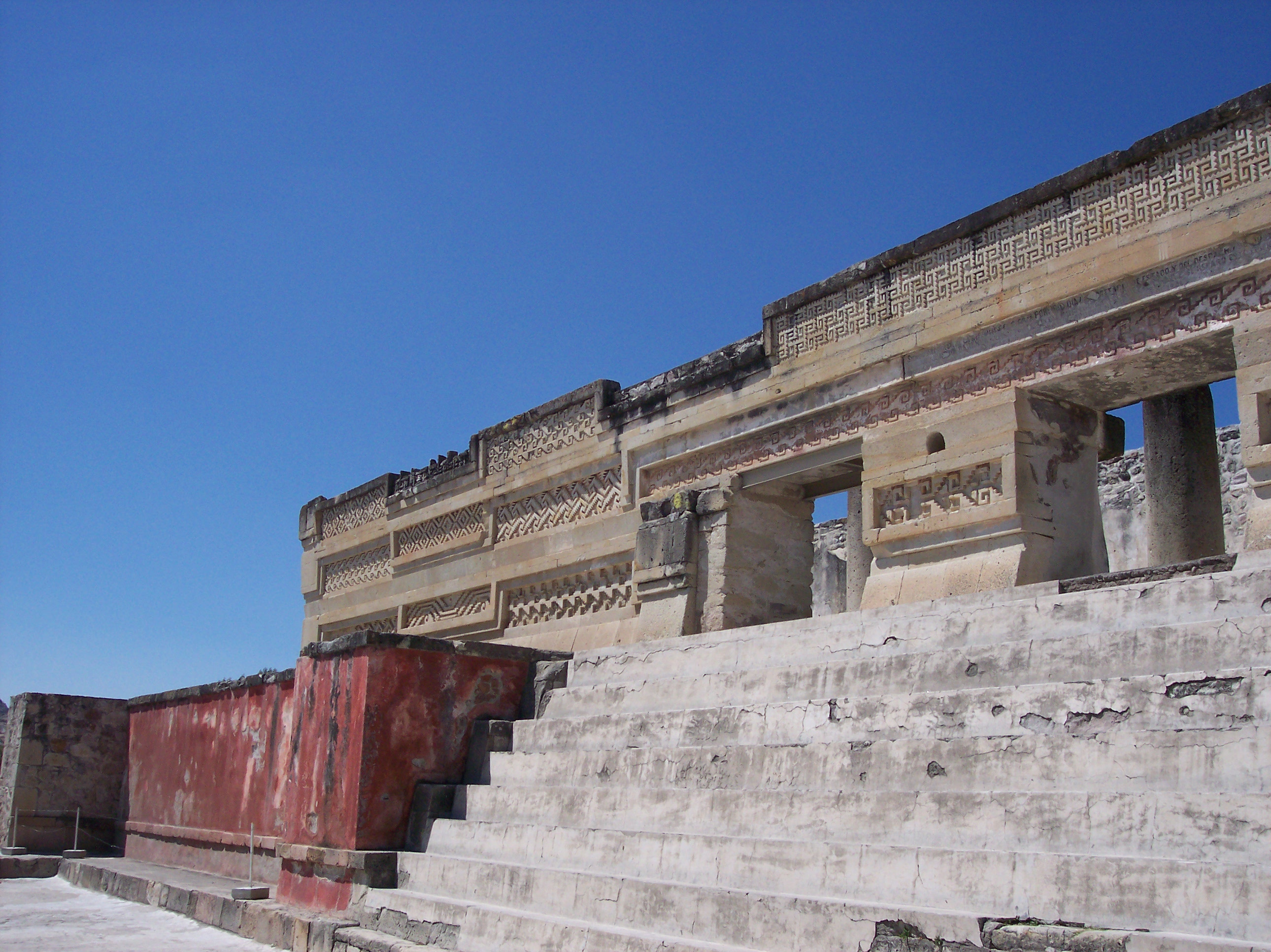
Palatsbyggnad

Mitla är den näst viktigaste arkeologiska platsen i delstaten Oaxaca i Mexiko, och den viktigaste från zapotekernas kultur. Platsen ligger 44 km utanför Oaxaca de Juárez i den övre änden av Tlacoluladalen, en av de tre som bildar den centrala dalregionen i delstaten. Den arkeologiska platsen ligger i kommunen San Pablo Villa de Mitla. Monte Albán var betydelsefullt som politiskt center, medan Mitla var det viktigaste religiösa centret. Namnet Mitla kommer från nahuatls namn Mictlán, som var de dödas värld eller underjorden. Det zapotekiska namnet är Lyobaa, vilket betyder "viloplats". Namnet Mictlán ändrades till Mitla av spanjorerna. Vad som dock gör Mitla unikt bland mesoamerikanska platser är de genomarbetade och intrikata genombrutna mosaiker och geometriska figurer som täcker gravar, paneler, friser och även hela väggar. Dessa mosaiker är gjorda av små, välskurna och polerade stenbitar som man har satt samman utan att använda murbruk. Inga andra platser i Mexiko har detta.

## Historia
Mitla är en av många välbevarade arkeologiska platser i Oaxacadalen, där det torra klimatet bevarat platser så gamla som uppemot 10 000 år. Denna dal var bebodd av zapoteker som under århundraden utvecklade ett hierarkiskt samhälle styrt av kungar och adel. Trots att dalen var relativt isolerad, hade zapotekerna ändå en del kontakt med andra mesoamerikanska folk. Vid tiden för spanjorernas ankomst hade zapotekernas stat en befolkning på över 500 000 invånare och en sofistikerad byggnadsteknik, ett skriftsystem, två kalendersystem och jordbruk som bland annat omfattande odling av majs, bönor, squash, chilipeppar. De använde bevattningssystem och terrasser i bergen för att odla mat för en i stort sett urban befolkning.
Själva Mitla var befolkat åtminstone sedan den klassiska perioden (år 100-650) och kanske så tidigt som 900 f.Kr. Det som började som en fortifierad by i utkanten av dalen blev så småningom det viktigaste religiösa centrumet i området. Mixtekerna tog kontrollen över området omkring år 1000 trots att området fortsatte att vara befolkat med zapoteker. Staden nådde sin höjdpunkt och största storlek mellan år 750 och 1521, med både påverkan av såväl zapotekisk som mixtekisk arkitektur under denna tid. Mitla är ett av de områden som representerar mesoamerikansk syn på döden, som den mest följdriktiga delen av livet efter döden. Den var byggt som en port mellan de levande och de dödas värld.
Mitla var ännu i bruk och fullt i funktion som det religiösa huvudcentrumet när spanjorerna kom på 1520-talet. Översteprästen, kallad Uija-tào, bodde i Mitla, och spanjorerna jämförde honom med påven. Aristokratin som begravdes i Mitla var förutbestämda att bli "molnfolk" som kunde medla på uppdrag av folket nedan. Vid denna tid täckte stadskärnan en yta av 1 till 2 km² med omgivande förortsområden. På landsbygden var jordbruket intensivt och omfattade ett område på mer än 20 km², allt för att försörja staden.
I början den koloniala eran kom några av de bästa beskrivningarna om platsen från soldater och missionärer som för första gången kom till dalen. En av de första att skriva formellt om Mitla var Fader Toribio de Benavente Motolina i mitten av 1500-talet. Han sa att namnet betydde "helvetet". Då platsen var av stor politisk och religiös betydelse i området, kom de flesta byggnaderna att bli utsatta för destruktion, rivning och vandalisering, med endast ett fåtal byggnader sparade. Några av rummen i Mitla beboddes sedan av det spanska prästerskapet. Denna förstörelse hade beordrats av den Oaxacanska ärkebiskopen Albuquerque år 1553. Ruinerna användes som byggnadsmaterial för kyrkor, däribland San Pablos kyrka, som ligger på toppen av delar av ruinerna. Norra sidan av Oaxacakatedralen har även en del utsmyckningar från Mitla för att symbolisera den nya religiösa ordningen.
I delstaten Oaxaca är Mitla den mest betydelsefulla arkeologiska platsen efter Monte Albán. I början av 1900-talet valde Porfirio Díaz regering Mitla att bli en av emblemsymbolerna för förkoloniala Mexiko under hundraårsfirandet av Mexikos självständighet. Alfonso Caso, arkeologen som utgrävde Monte Albán arbetade även i Mitla på 1920- och 1930-talet. Ytterligare utgrävningar har skett sedan 1980-talet, med betydande arbeten gjorda i Norra gruppen såväl som vid den koloniala kyrkan i slutet av århundradet. Inför tvåhundraårsfirandet av självständigheten och hundraårsfirandet av revolutionen 2010 har ansträngingarna att bevara de forntida ruinerna ökat.

## Beskrivning av platsen
Istället för att man byggde en grupp pyramider på en kulle, som i Monte Albán, är Mitla en grupp byggnader uppförda i dalens lägsta delar och saknar det breda och långa perspektivet i Monte Albán. Arkitekturen inriktar sig istället mer på invånarnas komfort än för att vara praktfullt. Byggandet av Mitla som ett ceremoniellt center påbörjades 850 och pågick fram tills spanjorerna kom och förstörde det. Den äldsta av grupperna har daterats till mellan år 450 och 700 och visar liknande arkitektur som i Monte Albán. Den är en av få platser som har sitt ursprung under den klassiska perioden. Platsen representerar zapotekernas mest utvecklade arkitektur och är en produkt av synkretismen mellan mixtekernas och zapotekernas stil, som nådde sin höjdpunkt kring år 1200. Denna synkretism finns även i katolska kyrkor som byggdes över grunderna till de förstörda templen i området, såsom San Pedros kyrka i Norra gruppen och i Calvariokapellet, beläget i Tegelgruppen.
Byggandet av stenmurarna verkar ha varit samma för alla grupper: en kärna av jord och sten täckt med gips eller välskurna trakytstenar. Några av de stora stenarna, såsom de som användes till kolonner och  överstycken, väger så mycket som 18 ton.
Idag består det arkeologiska av fem grupper med byggnader med ett staket av kaktusar omkring stora delar. De fem byggnadsgrupperna kallas Södra gruppen, Tegelgruppen, Arroyogruppen, Kolonngruppen och Norra gruppen. Samtliga byggnadsgrupperna ligger i väderstreckens linjer.. Södra gruppen och Tegelgruppen har klassificerats som ceremoniella center med centrala torg omgivna av högar. Södra gruppen, Kolonngruppen och Norra gruppen har klassificerats som palats med rum omkring kvadratiska gårdsplaner. De två bäst bevarade grupperna är Kolonngruppen och Norra gruppen, båda i norra delen av platsen.
Kolonngruppen och Norra gruppen var båda helt utgrävda och restaurerade i början av 1980-talet och har idag åter öppnats för allmänheten. Båda består av rektangulära gårdsplaner omgivna av envåningshus med långa smala rum.

### Norra gruppen

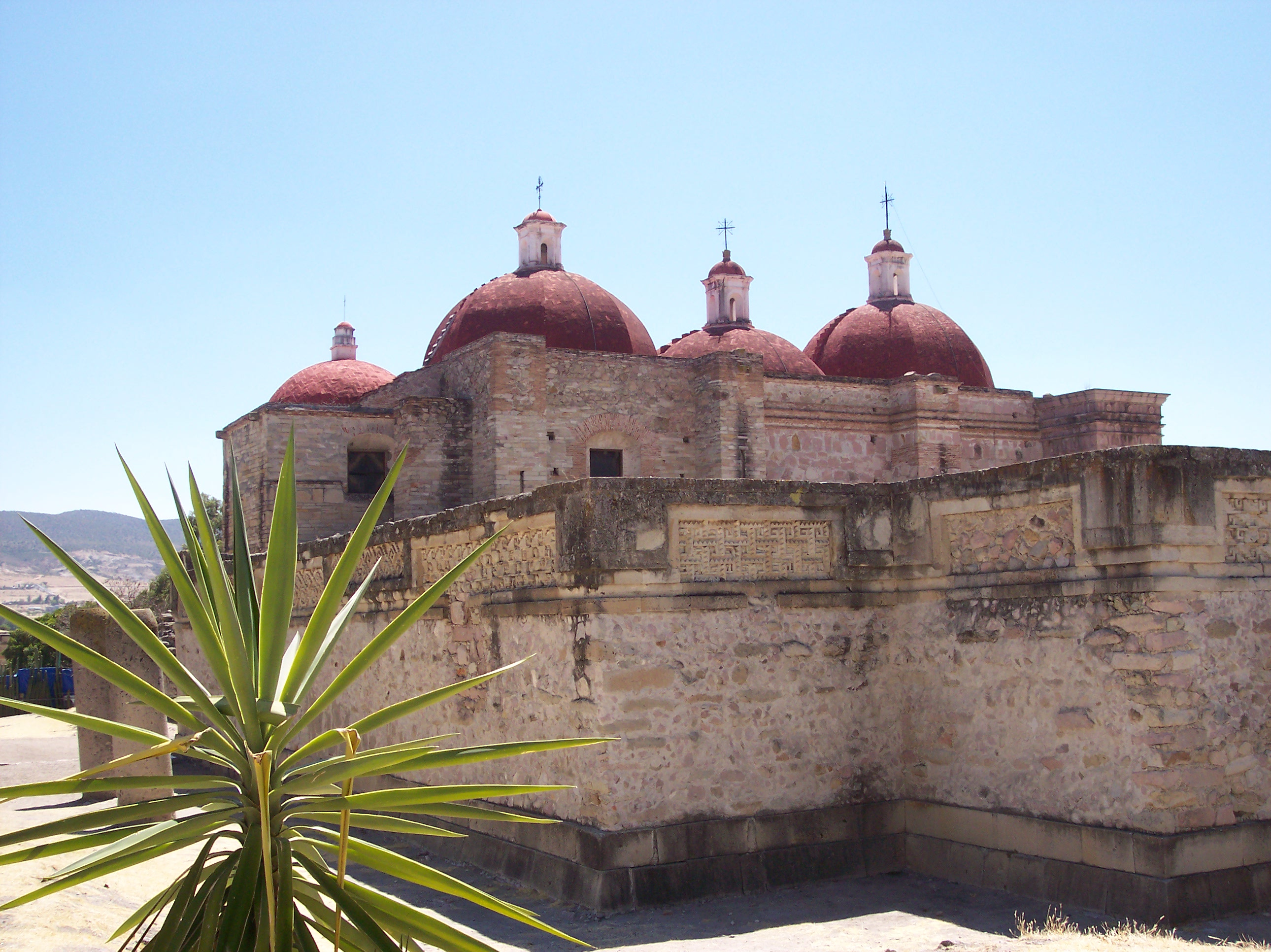
San Pedros kyrka

Norra gruppen, som även kallas Kyrkogruppen, ligger vid områdets ingång. På 1500-talet, byggde spanjorerna San Pablos kyrka, som idag finns kvar på toppen av en stor förkolonial plattform som fungerar som kyrkans atrium. Man trodde att i denna grupp bodde underjordens härskare och härskarinna, så kyrkan byggdes här för att se till att "djävulen" inte skulle kunna fly. Gruppen har även huvudtemplet, kallat yohopàe, som översatt betyder "den vitala kraftens hus". Framför templets framsida ligger en stor gårdsplan. Tempelportalen flankeras av två stora kolonner, som leder in i ett förrum. Detta förrum hade en gång ett tak, uppburet av sex kolonner, men endast kolonnerna och väggarna finns kvar. Bakom förrummet ligger huvudsalen, där prästerna brände rökelse, gjorde offer och utförde andra riter. Bakom huvudsalen finns prästernas uppehållsrum. Väggarna är överallt här täckta med omfattande genombrutna mosaikmönster och muralmålningar som avbildar mytologiska scener och karaktärer. Det finns gravar under några av byggnaderna. Dessa gravar har trappor som går ner från patioområdet och har en korsformad plan. Inuti är de dekorerade med mosaik. En av gravarna har en ingång som är delad av en bred kolonn. Denna kolonn kallas allmänt "Columna de la Vida" (Livets kolonn). Enligt legenden, ska man omsluta sina armar runt kolonnen och avståndet som finns kvar mellan händerna visar hur lång tid man har kvar att leva.

### Kolonngruppen

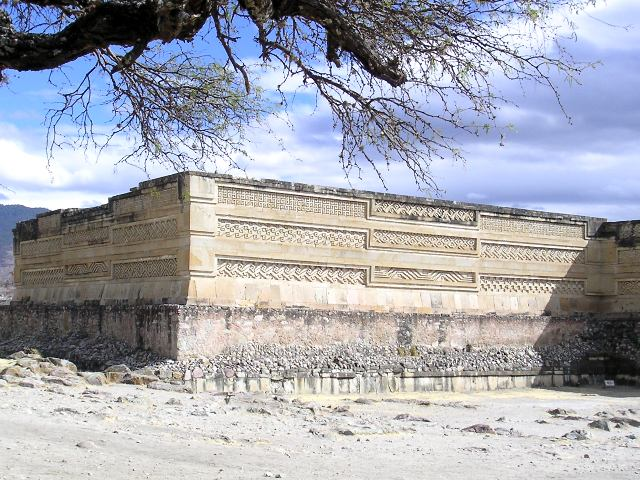
Delar av Kolonngruppen

Söder om Norra gruppen ligger Kolonngruppen, vars huvudbyggnad kallas Palatset. Denna grupp har två entréer, som båda ligger i söder. Entrérummet har ofantliga kolonner som bär upp taket. Norra  väggen har små öppningar mot patio, troligen för att passera in till livet efter detta.. Huvudbyggnaden kallas Stora kolonnsalens palats. Den mäter 37 gånger 6,4 meter och har sex kolonner av vulkanisk sten som håller upp taket. Efter att passerat in genom en smal korridor, kommer man till gårdsplanen, som är dekorerad med invecklade genombrutna mosaikmönster och geometriska figurer. De norra och östra byggnaderna i gruppen har genomarbetade gravar där överstepräster och Zapotekernas regenter begravdes. Framför den norra byggnadens trappor finns en korsformad grav med ett förrum. Taket har stora bjälkar gjorda av sten och väggarna är dekorerade med tavlor och stenarbeten. Östra byggnaden kännetecknas av monolitiska stenkolonner som bär upp taket.

### Friser

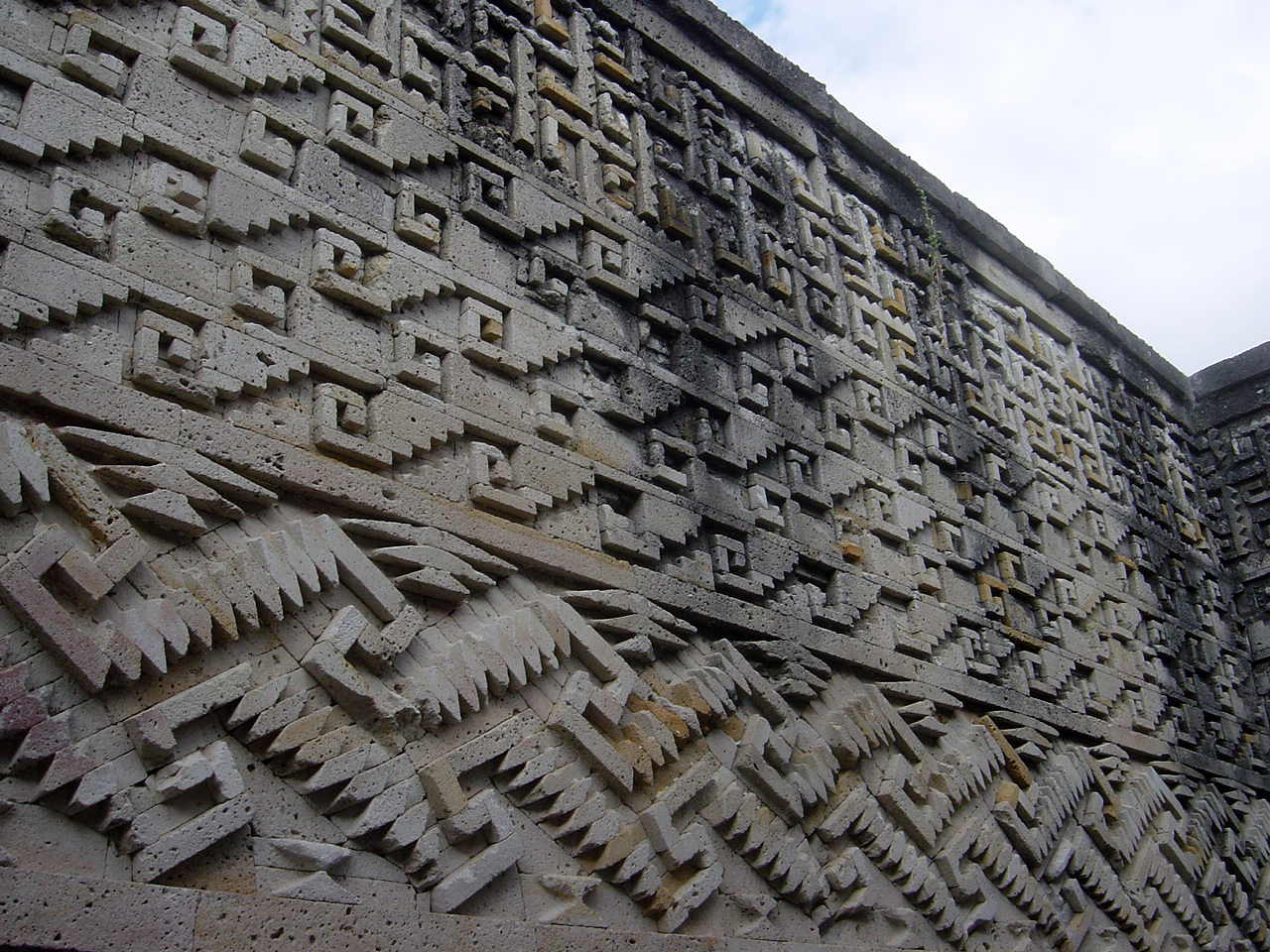
Närbild på några av nätmönstren

Mitlas viktigaste kännetecken är de intrikata mosaikmönstren och geometriska ritningarna som pryder väggarna i både Kyrkogruppen som Kolonngruppen. De geometriska mönstren, som kallas grecas på spanska och som syns på några av stenmurarna och dörrkarmarna, är gjorda av tusentals utskurna, polerade stenar som är sammansatta tillsammans utan murbruk. Bitarna sattes mot en stuckbakgrund målad i rött. Stenarna hålls på plats genom vikten på de stenar som sitter omkring dem. Väggar, friser, och gravar är dekorerade med mosaikarbeten à la grecque. På några ställen, såsom på överstycken, är stenbrickorna inbäddade i stenbalken. De utsökta mosaikerna anses vara av en typ av "barock"-design då designen är genomarbetad och intrikat och i vissa fall täcker hela väggar. Inget av mönstren repeteras på andra ställen i komplexet. Mönsterarbetet här är unikt i Mesoamerika.

## Skyddet av platsen
De två huvudproblemen för Mitla är eroderingseffekterna som orsakas av bland annat vind, regn men också graffiti. Den sistnämnda, som vanligen målas eller ristas har kommit att bli ett allvarligt problem åtminstone sedan början av 1900-talet. För att skydda ruinerna har bland annat skydd byggts över ett antal rum tillhörande Palatset eller Kolonngruppen. Dessa skydd är palmtäckta tak stödda av träbalkar och pelare, och är avsedda att härma taken som var vanliga under den mesoamerikanska eran. Rekonstruktionsprojekt planeras eller är på gång, däribland att återuppbygga 1600-talsmuren av ett rum som användes som prästbostad i Kyrkogruppen, att lägga stuckgolv i Kolonngruppen, försegla plattformarna och befästningsmurarna, landskapsarbete och restaurering av en koloniala uppsamlingstankar för regnvatten. Det sistnämnda var den enda av sin typ som byggdes i dalen under den koloniala eran.
Mitla är en av platserna som kan komma att inkluderas i ett planerat program kallat Arkeologikorridoren i Oaxacadalen (Corredor Arqueológico del Valle de Oaxaca) med målet att underhålla och restaurera ruiner såväl som att göra området lättare att besöka. Utöver detta, arbetas det även att göra Mitla till ett världsarv. Platsen är idag också uppsatt på Mexikos lista över nationalarv kallad Lista Indicativa del Patromonio Nacional. Objektet på denna lista omfattar Mitlaruinerna tillsammans med tuleträd och närliggande grottor som har målningar och visar på mänsklig bosättning under 80 000 år.

## Turism
Mitla är den näst mest besökta arkeologiska platsen i delstaten Oaxaca. Platsen är mycket viktig för den moderna staden San Pablo Villa de Mitla, då turistrelaterade aktiviteter utgör en stor del av ekonomin, men många invånare här anser att varken platsen eller stan är stöds tillräckligt av staten. Myndigheterna som administrerar Mitla säger att turismen växer. De flesta besökare är Mexikanare som kommer på veckosluten från delstaterna Veracruz och Puebla och de flesta utländska turisterna är européer. Ett medelantal på 500 besöker platsen varje dag.